# Kratos
Kratos (grek. κρᾰ́τος, krátos, styrka), grekisk gud som betecknar styrka. Hans mor är Styx, hans far är Pallas, och hans syster är Nike.
Kratos är även namnet på en karaktär i datorspelet God of War.